# Digte 2014
Digte 2014 er en digtsamling af digter og forfatter Theis Ørntoft. Digtsamlingen er fra 2014 og udgivet på Gyldendal. Det er forfatterens anden udgivelse efter debuten Yeahsuiten (2009). 

## Opbygning
Digtsamlingen er på 63 sider, og delt i fire afsnit: 'Sort Frekvens', ‘Bølge’, ‘Elephantor’ og ‘Arktisk Kommando’. Digtsamlingens første digt står udenfor afsnitinddelingerne. Ingen af digtene bærer titler.

## Om værket
Digtene bliver fortalt ud fra digterjegets synsvinkel. Man møder et lyrisk univers, hvor natur, kultur og menneske er svær at skelne fra hinanden -  Det ses på side 25, hvor der står: "(...)/mens de kæler for hinanden i havet under sattelitskyerne/at høre omkvædene drukne i en kommende erfarings bølger/at løbe rundt på kanten mellem menneske og kaos og råbe/der løber gift i mine år/der løber gift i mine år/der løber en pulsåre gennem dalen/(...)"
Det er et gennemgående træk ved digtsamlingen, at naturmetaforer bliver brugt til at beskrive mennesket - og at menneskelige karakteristika bliver ført over på naturen.[kilde mangler] Det samme gælder for det menneskeskabte (såsom kulturen og teknologien) som også smelter sammen med naturen og mennesket for at danne nye meninger. Grænsen mellem natur, kultur og menneske opløses altså i digtsamlingen. 
Stemningen i digtsamlingen er mørk og dystopisk. Årstallet i titlen stemmer overens med udgivelsesåret, hvilket kunne give anledning til at tro, at der er et en-til-en-forhold mellem den virkelighed der beskrives i digtsamlingen, og den virkelige verden. Men man skal ikke længere end til digtsamlingens første digt, før man finder ud af, at det ikke hænger sådan sammen; digterjegets mors skellet befinder sig nemlig i en ravklump på natbordet. I digtsamlingens andet digt ruller der fårehoveder under asfalten, og digterjegets børn sidder og syr i sig selv på en fabrik. 

### Digtsamlingen i et økokritisk perspektiv
Digtsamlingen taler ind i en økokritisk tænkning, som er karakteristisk for meget af den nyere danske litteratur. Et bærende økokritisk princip er det tydelige opgør med antropocentriske elementer, og en passage i samlingen på side 52 lyder for eksempel: "(...)/Jeg forstår næsten ingenting længere/Men jeg ved at menneske er en primitiv fiktion. /Jeg har ikke adgang til andres smerte herfra." Verselinjerne kan læses, som et udtryk for digterjegets - og hele menneskehedens - mangel på indlevelse og forståelse for andre livsformer, heriblandt andre mennesker, dyr og kloden som helhed. Mennesket er blevet en primitiv fiktion - her er der et opgør med den antropocentriske tankegang, der mener, at mennesket er verdens centrum. I Digte 2014 er mennesket ikke verdens centrum, men en del af en større helhed. En helhed, som ikke opfattes som  særlig harmonisk - nok snarere  apokalyptisk.   

### Titel
Digtsamlingens titel har samme klang som nogle af de allerstørste udgivelser i dansk litteraturhistorie. I 1802 udgav Adam Oehlenschläger digtsamlingen Digte 1803, og Johannes V. Jensen udgav i 1906 digtsamlingen Digte, der af eftertiden er kendt som Digte 1906. I et interview med Information, som blev bragt i forbindelse med udgivelsen af digtene, forklarer Ørntoft selv om et flerdimensionelt element i titlen: “Man kan både opfatte titlen som hyperprætentiøs, med dens referencer til Johannes V. Jensen, men den er også meget lidt prætentiøs: ’Digte i 2014’. Jeg tager livet meget alvorligt. Men samtidigt kan jeg ikke rigtigt tage det alvorligt”. 

## Modtagelse
Digte 2014 høstede meget ros og anerkendelse blandt anmeldere, da samlingen udkom. I Berlingske gav Jørgen Johansen digtene 5 ud af 6 mulige stjerner, mens Tue Andersen Nexø i Information kaldte værket for “et hovedværk i de sidste ti års danske lyrik”. Peter Stein Larsen kaldte samligen for “fortræffelig” i sin anmeldelse i Kristeligt Dagblad.